# Belisana flores
Belisana flores är en spindelart som beskrevs av Huber 2005. Belisana flores ingår i släktet Belisana och familjen dallerspindlar. Inga underarter finns listade.